# Asinius Saloninus
Asinius Saloninus (° 4 v.Chr. - † 22) was een zoon van Gaius Asinius Gallus en Vipsania Agrippina. Hij was voorbestemd als echtgenoot voor een van de dochters van Germanicus en Agrippina de Oudere. Hij stierf echter in 22 n.Chr.

## Referentie
- J.H. Oliver, The Descendants of Asinius Pollio, in AJPh 68 (1947), pp. 147 - 148.